# 穆尚 (旺代省)
穆尚（法語：Mouchamps，法語發音：[muʃɑ̃]）是法国卢瓦尔河地区大区旺代省的一个市镇，位于该省中部偏东北，属于永河畔拉罗什区。

## 地理
穆尚（46°46'50"N, 1°3'47"W）面积55 平方千米，位于法国卢瓦尔河地区大区旺代省，该省份为法国西部沿海省份，北起大西洋卢瓦尔省和曼恩-卢瓦尔省，西临大西洋，南至滨海夏朗德省，东部及东南部与德塞夫勒省接壤。
与穆尚接壤的市镇（或旧市镇、城区）包括：莱塞比耶、勒布佩尔、卢瓦、罗什特勒茹、圣塞西尔、圣日耳曼德普兰赛、圣保罗昂帕雷、圣普鲁昂、圣樊尚斯泰尔朗日、旺德雷讷。
穆尚的时区为UTC+01:00、UTC+02:00（夏令时）。

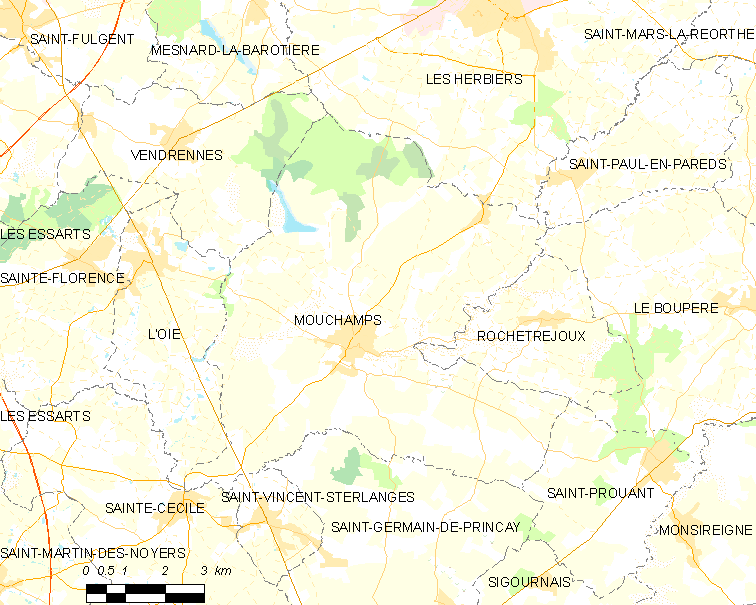
穆尚的OSM定位图

## 行政
穆尚的邮政编码为85640，INSEE市镇编码为85153。

## 政治
穆尚所属的省级选区为莱塞比耶县。

## 交通
旺代省省道D13线、D48线、D113线和D113E线等在穆尚境内交汇。

## 人口

1962-2008年间穆尚人口变化图示

穆尚于2022年1月1日时的人口数量为2986人。